# Феліція Дей
Кетрін Феліція Дей (англ. Kathryn Felicia Day; нар. 28 червня 1979) — американська акторка, сценаристка та авторка вебсеріалів. Вона є творцем, зіркою, письменницею та продюсером оригінального вебсеріалу «Гільдія» (2007—2013), шоу, що базується на частині її життя, як геймера. Написала та зіграла головну роль у вебсеріалі «Dragon Age: Redemption»(2011), пов'язаному з відеогрою Dragon Age. Засновниця онлайн-медіакомпанії Geek & Sundry, яка у 2015—2019 роках транслювала вебсеріал «Critical Role». Дей стала членом ради директорів Міжнародної академії вебтелебачення з грудня 2009 року до липня 2012 року.
На телебаченні Дей зіграла Ві в серіалі «Баффі — переможниця вампірів» (2003), доктора Голлі Мартен в серіалі «Еврика» (2011) і Чарлі Бредбері в серіалі «Надприродне» (2012—2015, 2018—2020). Вона також знялася в таких фільмах, як «Добийся успіху знову» (2004), а також у вебмюзиклі «Музичний блог Доктора Жахливого» (2008). У квітні 2017 року почала виконувати роль Кінги Форрестер у серіалі «Таємничий театр 3000 року».

## Біографія
Дей народився в Гантсвіллі, штат Алабама. Почала займатися акторською діяльністю у семирічному віці, виконавши роль Скаут в місцевій постановці «Вбити пересмішника». Також вивчала оперний спів і займалася балетом, виступаючи на концертах і конкурсах по всій країні. Більшу частину свого дитинства навчалася вдома, почала навчання у коледжі, коли їй виповнилося шістнадцять.
1995 року здобула Національну стипендію за заслуги як найкраща учениця у своєму класі. Добре граючи на скрипці, Дей вступила до Джульярдської музичної школи, але вирішила навчатися в Техаському університеті в Остіні, де отримала повну стипендію. Окрім гри на скрипці, також вивчала математику. Закінчила навчання у дев'ятнадцятирічному віці. Дей також любить грати у всі види відеоігор і використала свій власний досвід геймерки для створення вебсеріалу «Гільдія».

## Кар'єра
Після закінчення школи Дей переїхала до Лос-Анджелеса, щоб стати акторкою. Вона знялася в кількох короткометражних фільмах, незалежних фільмах, а також в рекламі та телевізійних шоу, серед яких ситкоми «Хто не визначився» і «Можливо, це я». Ці невеликі ролі привели її до більших ролей і вона з'явилася у фільмі «Добийся успіху знову» та зіграла роль Ві в телесеріалі «Баффі — переможниця вампірів». У біографічному фільмі HBO 2005 року про Франкліна Д. Рузвельта під назвою «Теплі джерела» Дей зіграла персонажа в інвалідному візку, що співає пісню «I Won't Dance».
Дей створила вебсеріал під назвою «Гільдія», який транслювався з 2007 по 2013 рік і розповідав про субкультуру багатокористувацьких онлайнових рольових ігор. Перший сезон вийшов на YouTube, де зібрав мільйони переглядів. Другий сезон став доступний на таких відеоканалах Майкрософт, як Xbox Live, MSN Video та The Zune Marketplace. Корпорація Майкрософт уклала угоду з «Гільдією», що дозволило Дей, акторам і знімальній групі отримувати платню.
Дей створила пісню та кліп під назвою «(Do You Wanna Date My) Avatar», де актори одягнулися як їхні персонажі з гри. Наприкінці музичного відео оголошено, що прем'єра третього сезону серіалу «Гільдія» відбудеться 25 серпня 2009 року. Перед четвертим сезоном вийшла ще одна пісня та кліп — «Game On». Також є третє музичне відео — «I'm the One That's Cool», у якому акторський склад виглядає як альтернативний рок-гурт, який виступає на місцевому майданчику, що поєднується зі сценами, коли акторський склад ходив до школи та відчував знущання з боку «крутіших» і більш популярних дітей.
У березні 2012 року Дей оголосила, що 2 квітня запустить преміумканал на YouTube під назвою «Geek & Sundry», яке й розпочало виробництво шостого сезону «Гільдії». Крім того, Дей веде кілька шоу на Geek & Sundry, серед яких «The Flog», «Vaginal Fantasy», «Felicia's Ark» і «Co-Optitude» (за участю її брата Района Дея).
2012 року Дей разом із Вілом Вітоном створила вебсеріал «Tabletop», ставши виконавчим продюсером серіалу і регулярно з'являючись в ньому. 2015 року Дей запропонувала оригінальному акторському складу «Critical Role» створити щось у такому ж ключі та почати транслювати її домашню настільну гру, створивши з цього шоу.
У серпні 2014 року «Geek and Sundry» придбала кінокомпанія Legendary для створення контенту разом із «Nerdist Industries» Кріса Гардвіка, однак Дей усе ще контролювала те, що вони виробляли.

### Інше
У липні 2008 року Дей зіграла Пенні в трисерійному онлайн-мюзиклі під назвою «Музичний блог Доктора Жахливого». Цей мюзикл створив Джосс Відон, який також написав «Клуб ляльок» і «Баффі — переможниця вампірів», у яких знялася Дей. Крім того, вона зіграла пацієнтку в епізоді під назвою «Не рак» у медичному серіалі «Доктор Хаус» і зіграла невелику роль у невипущеному науково-фантастичному епізоді «Клубу ляльок» під назвою «Епітафія перша», а також у його останньому епізоді «Епітафія друга». 2008 року Дей знялася в рекламі «Sears Blue Crew» і в першій з нових реклам «Cheetos».
В епізоді телевізійного шоу «Теорія брехні» під назвою «Тракторист», який вийшов в ефір 14 грудня 2009 року, Дей разом з Бренданом Гайнсом заспівала пісню під назвою «White Lie». Дей також знялася у фільмі, заснованому на історії про Червону Шапочку, під назвою «Red», і виконала роль доктора Голлі Мартен у телесеріалі «Еврика», з'явившись у 18 епізодах останніх двох сезонів. Крім того, Дей зіграла роль «Горголі» в вебсеріалі «MyMusic».
У лютому 2011 року Дей заявила, що зніметься в новому вебсеріалі під назвою «Dragon Age: Redemption», заснованому на однойменній франшизі відеогри. Прем'єра відбулася 10 жовтня 2011 року. У серіалі Дей грає ельфа Талліс. Крім того, вона озвучує того самого персонажа в доповненні до гри «Dragon Age II» під назвою «Mark of the Assassin».
У січні 2012 року Дей оголосила, що проведе відеозустріч у Google+ під назвою «Вагінальна фантазія», до якої також долучилися Кіала Казебі, Вероніка Белмонт і Бонні Бертон. Щомісяця вони обговорювали книги з елементами паранормальних явищ чи історичних пригод, які могли б зацікавити жінок. У лютому 2012 року Дей з'явився як гість в вебтрансляції Шона «Дей[9]» Плотта, присвяченій грі «Kingdoms of Amalur: Reckoning».
У квітні 2012 року стало відомо, що 4 жовтня 2012 року Дей проведе церемонію нагородження «IndieCade Awards». Того ж місяця вона з'явилася на YouTube-шоу під назвою «MyMusic», видаючи себе за норвезьку блек-метал-співачку на ім'я Горгол. Вона також з'явилася у другому сезоні вебсеріалу під назвою «Чоловіки», написаного Джейн Еспенсон. У жовтні 2012 року Дей стала гостем подкасту «The Game Station» і з'явилася в епізоді «My Drunk Kitchen».
2013 року «Geek & Sundry» і «Atlas Games» об'єдналися, щоб створити розширений набір карткової колоди для гри «Gloom», яка б включила додаткову карту під назвою «Феліція Дей, богиня Гільдії» для «TableTop Day 2013». 2014 року «Alderac Entertainment Group» додала карту Феліції Дей до розширення «The Big Geeky Box» для своєї карткової гри «Smash Up». 2015 року «Plaid Hat Games» випустили карту з персонажем Феліції Дей для своєї настільної гри «Dead of Winter: A Cross Roads Game» з нагоди «Tabletop Day 2015».
4 серпня 2015 року Дей стала гостем 9 епізоду подкасту «Dear Hank & John». 1 жовтня 2016 року Дей озвучила і зіграла доглядачку зоопарку Джоанну Рей у подкасті «Welcome to Night Vale»
У квітні 2017 року почала грати роль Кінги Форрестер в серіалі «Таємничий театр 3000 року». У серпні 2017 року Дей з'явилася як гість в епізоді «My Little Pony: Дружба — це диво» під назвою «Ідеальна груша», у якому озвучила персонажа Грушу «Баттеркап» Баттер, ймовірно померлу матір Епплджек, одного з головних персонажів серіалу. У цьому епізоді вона також заспівала романтичну баладу під назвою «You're In My Head Like a Catchy Song».
30 червня 2018 року Дей організувала і провела благодійну трансляцію на «Twitch», щоб допомогти Техаському некомерційному центру освіти та юридичних послуг для біженців та іммігрантів. Трансляція тривала 12 годин і зібрала понад 212 000 доларів.
У 2018—2019 роках Дей з'явилася в чотирьох епізодах телесеріалу «Чарівники», зігравши роль Поппі Клайн.

## Особисте життя
3 січня 2017 року Дей розповіла в соціальних мережах, що чекає на дівчинку через кілька тижнів, а 30 січня 2017 повідомила про народження дочки.

## Фільмографія

### Кіно
| Рік  | Назва (укр.)                   | Назва (англ.)                  | Роль               |
| ---- | ------------------------------ | ------------------------------ | ------------------ |
| 2001 | —                              | Strings                        |                    |
| 2003 | —                              | Delusional                     |                    |
| 2003 | —                              | Backslide                      | Медді              |
| 2003 | —                              | The Mortician's Hobby          | Тіффані            |
| 2004 | Добийся успіху знову           | Bring It On Again              | Пенелопа           |
| 2004 | —                              | Final Sale                     | Феліша             |
| 2005 | —                              | Short Story Time               | Феліша             |
| 2006 | —                              | God's Waiting List             | Тріксі             |
| 2007 | —                              | Splitting Hairs                | Шуґар герл         |
| 2008 | —                              | Prairie Fever                  | Блу                |
| 2008 | —                              | Dear Me                        | Піпсі              |
| 2010 | Ред. Мисливиця на перевертнів  | Red: Werewolf Hunter           | Вірджінія Салліван |
| 2011 | —                              | Rock Jocks                     | Елісон             |
| 2014 | Жадоба любові                  | Lust for Love                  | Мері               |
| 2011 | Ми любимо тебе, Саллі Кармайкл | We Love You, Sally Carmichael! | Сара               |

### Телебачення та вебсеріали
| Рік          | Назва                                           | Роль                             | Примітки                                                                   |
| ------------ | ----------------------------------------------- | -------------------------------- | -------------------------------------------------------------------------- |
| 2001         | Emeril                                          | Чері                             | Епізод: «Whose Life Is It Anyway?»                                         |
| 2002         | Maybe It's Me                                   | Кукі                             | Епізод: «The Crazy-Girl Епізод»                                            |
| 2002         | House Blend                                     | Пем                              | телефільм                                                                  |
| 2002         | They Shoot Divas, Don't They?                   | дівчина на виклик                | телефільм                                                                  |
| 2003         | Баффі — переможниця вампірів                    | Ві                               | 8 Епізодів                                                                 |
| 2003         | For the People                                  | Ніколь                           | Епізод: «Nexus»                                                            |
| 2003         | Undeclared                                      | Шейла                            | Епізод: «God Visits»                                                       |
| 2004         | Century City                                    | Шерил                            | Епізод: «The Haunting»                                                     |
| 2004         | Strong Medicine                                 | подруга Джессі                   | Епізод: «Positive Results»                                                 |
| 2004         | One on One                                      | Сара                             | Епізод: «We'll Take Manhattan»                                             |
| 2004         | June                                            | Джун Марі Якобс                  | телефільм                                                                  |
| 2005         | Warm Springs                                    | Елоїз Гатчінсон                  | телефільм                                                                  |
| 2005         | Mystery Woman                                   | Емілі                            | телефільм                                                                  |
| 2005         | Монк                                            | Гейді Ґефскі                     | Епізод: «Mr. Monk Gets Drunk»                                              |
| 2006         | Windfall                                        | Деніелл                          | Епізоди: «Changing Partners», «Crash Into You»                             |
| 2006         | Love, Inc.                                      | Наталі                           | Епізод: «Hello, Larry»                                                     |
| 2007–2013    | Гільдія                                         | Сід Шерман/Кодекс                | вебсеріал Creator                                                          |
| 2008         | Доктор Хаус                                     | Еппл                             | Епізод: «Не рак»                                                           |
| 2008         | Retarded Policeman #7.5: Fish                   | Herself                          |                                                                            |
| 2008         | Музичний блог Доктора Жахливого                 | Пені                             | вебсеріал                                                                  |
| 2008–2010    | The Legend of Neil                              | Фея                              | вебсеріал 5 Епізодів                                                       |
| 2009         | Roommates                                       | Аліса                            | 3 Епізоди                                                                  |
| 2009         | My Boys                                         | Гезер                            | Епізод: «Madder of Degrees»                                                |
| 2009         | Клуб ляльок                                     | Меґ                              | Епізоди: «Epitaph One», «Epitaph Two: Return»                              |
| 2009         | IRrelevant Astronomy                            | Феліція/Феліша Дей               | Епізод: «Behind the Scenes: When Galaxies Collide»                         |
| 2009         | Теорія брехні                                   | Місіс Анджела                    | Епізод: «Tractor Man»                                                      |
| 2009         | Three Rivers                                    | Джені                            | Епізод: «A Roll of the Dice»                                               |
| 2010         | A Comicbook Orange                              | себе                             | Епізод: «Felicia Day & Viking»                                             |
| 2010         | The Webventures of Justin and Alden             | себе                             | 2 Епізоди                                                                  |
| 2010–2013    | Generator Rex                                   | Енні                             | голос 3 Епізоди                                                            |
| 2011         | Dragon Age: Redemption                          | Телліс                           | автор та співпродюсер                                                      |
| 2011         | The Big Chew                                    | Марджорі                         | YouTube продукція                                                          |
| 2011–2012    | Еврика                                          | доктор Голлі Мартен              | 18 Епізодів                                                                |
| 2012         | Fish Hooks                                      | Анджела                          | голос 4 Епізоди                                                            |
| 2012         | MyMusic                                         | Ґорґол                           | Епізод: «INVISIBLE!» YouTube Internet series                               |
| 2012         | Ден проти                                       | Шефиня                           | голос Епізод: «Dan vs. The Boss»                                           |
| 2012         | Husbands                                        | сексуальна доставкиня піци       | вебсеріал                                                                  |
| 2012         | YOMYOMF                                         | себе                             | Епізод: «KevJumba Takes the SAT w/ Felicia Day» інтернет серіал на YouTube |
| 2012         | The Game Station Podcast                        | себе                             | Епізод: «Епізод 27» інтернет серіал на YouTube                             |
| 2012         | YouTube Rewind                                  | Карлі Рей Джепсен                | 1 відео                                                                    |
| 2012–2014    | My Gimpy Life                                   | Феліція/Феліша                   | 2 Епізоди інтернет серіал на YouTube                                       |
| 2012–2014    | The High Fructose Adventures of Annoying Orange | Імбир/Груша                      | голос 29 Епізодів                                                          |
| 2012–2017    | Tabletop                                        | себе                             | 10 Епізодів                                                                |
| 2012–2018    | Надприродне                                     | Чарлі Бредбері/ Селеста Міддлтон | 10 Епізодів                                                                |
| 2012–present | The Flog                                        | себе                             | щотижня на Geek & Sundry                                                   |
| 2012–present | Vaginal Fantasy                                 | себе                             | щомісячна трансляція на каналі Geek & Sundry                               |
| 2013         | Felicia's Ark                                   | себе                             | щотижневі епізоди з 1 квітня по 13 травня інтернет-серіал на YouTube       |
| 2013         | Co-Optitude                                     | себе                             | інтернет серіал на YouTube                                                 |
| 2013         | Spellslingers                                   | себе                             | 2 Епізоди інтернет серіал на YouTube                                       |
| 2013         | Outlands                                        | 84                               | інтернет серіал на YouTube                                                 |
| 2015         | Critical Role                                   | Ліра                             | Епізоди 18 & 19: «Trial of the Take: Part 1 & 2»                           |
| 2015         | Rooster Teeth Podcast                           | #337                             | YouTube вебсеріал                                                          |
| 2015–2017    | Con Man                                         | Karen                            | вебсеріал 5 Епізодів                                                       |
| 2016         | Ми звичайні ведмеді                             | Карла                            | Voice role Епізод: «The Island»                                            |
| 2016         | Бібліотекарі                                    | Шарлотт                          | Епізод: «List of The Librarians», «And the Tears of a Clown»               |
| 2017         | Be Cool, Scooby-Doo!                            | Віолет Оберон                    | голос Епізод: «The Perfect Pear»                                           |
| 2017         | My Little Pony: Дружба — це диво                | Груша Баттер                     | голос Епізод: «The Perfect Pear»                                           |
| 2017         | Danger & Eggs                                   | Францеска                        | голос Епізод: «Check Mates/Pirate Gorgeous»                                |
| 2017         | The Game Awards                                 | себе                             | ведуча; ікона індустрії                                                    |
| 2017–2018    | Час пригод                                      | Бетті                            | голос 8 Епізодів                                                           |
| 2017–2018    | Stretch Armstrong and the Flex Fighters         | Еріка Віолетт                    | Voice role 14 Епізодів                                                     |
| 2017–present | Mystery Science Theater 3000                    | Кінґа Форрестер                  | 20 Епізодів                                                                |
| 2017–present | Skylanders Academy                              | Сіндер                           | голос серіал на Netflix                                                    |
| 2018         | Майлз із майбутнього                            | Ґрендель/ Гемеран                | Voice role Епізод: «Grendel's Moving Castle/The Great Gadfly»              |
| 2018         | Робоцип                                         | Лайвваєр/Джессіка Реббіт         | голос Епізод: «Never Forget»                                               |
| 2018–2019    | Чарівники                                       | Поппі Клайн                      | 2 Епізоди                                                                  |
| 2019         | Good Mythical Morning                           | себе                             | Alien Food Taste Test                                                      |
| 2019         | The Rookie                                      | Доктор Морґан                    | Епізод: «Free Fall»                                                        |
| 2020         | Into the Dark                                   | Моллі                            | Епізод: «Pooka Lives!»                                                     |
| 2020         | Глюк Тек                                        | Сімі/ Емма                       | голос 3 епізоди                                                            |
| 2020         | Marvel's Spider-Man                             | Мері Джейн Ватсон                | голос                                                                      |
| 2021         | Совиний Дім                                     | Брія                             | голос Епізод: «Through the Looking Glass Ruins»                            |
| 2022         | Легенда про Vox Machina                         | Капітан Емона                    | голос                                                                      |
| 2022         | Monster High                                    | Ґулія Єлпс                       | голос                                                                      |

### Відеоігри
| Рік  | Назва                                          | Роль                | Примітки |
| ---- | ---------------------------------------------- | ------------------- | -------- |
| 2010 | Rock of the Dead                               | Mary Beth           |          |
| 2010 | Fallout: New Vegas                             | Veronica Santangelo |          |
| 2011 | Dragon Age II: Mark of the Assassin            | Tallis              |          |
| 2012 | Guild Wars 2                                   | Zojja               | [ 10 ]   |
| 2014 | Family Guy: The Quest for Stuff                | Herself             |          |
| 2015 | Guild Wars 2: Heart of Thorns                  | Zojja               |          |
| 2018 | Monster Prom                                   | Violet              |          |
| 2020 | The Dungeon of Naheulbeuk: The Amulet of Chaos | The Wizardress      | [ 11 ]   |